# Numb (singel Linkin Park)
Numb – utwór nu metalowy amerykańskiego zespołu rockowego Linkin Park. Utwór wydany został na singlu, który jest ostatnią piosenką na wydanym w 2003 roku albumie formacji – Meteora.

## Lista utworów
- CD (Australia)[4]

1. „Numb”
2. „From The Inside” (na żywo)
3. „Easier To Run” (na żywo)

## Teledysk
Teledysk do piosenki został nakręcony w Pradze i Los Angeles. Reżyserem filmu jest Joe Hahn. W 2004 roku teledysk do „Numb” wygrał MuchMusic Video Award w kategorii „People’s Choice: Favourite International Group”, ceremonii rozdania nagród realizowanej przez kanadyjską telewizję MuchMusic.

## Twórcy
- Chester Bennington – wokale główne
- Mike Shinoda – sampler, wokale, pianino
- Brad Delson – gitara
- Dave „Phoenix” Farrell – gitara basowa
- Joe Hahn – turntablizm, samplery, programowanie
- Rob Bourdon – perkusja